# 约瑟夫·斯大林与俄国革命与内战以及波苏战争
约瑟夫·斯大林自1922年起直到1953年去世时一直担任苏联共产党中央委员会总书记；1924年列宁去世后几年，他逐渐掌权并最终成为苏联领袖。
斯大林于格鲁吉亚出生并在那长大后于1917年参加俄国革命；在这之前他已在布尔什维克里进行了12年的革命活动。1917年4月他被选入布尔什维克中央委员会后，斯大林为帮助列宁躲避俄国临时政府当局抓捕而协助列宁逃往芬兰；他命令被围困的布尔什维克党员投降以避免流血冲突；布尔什维克占领彼得格勒后，斯大林被任命为民族事务人民委员会委员。
俄国内战爆发后，斯大林带兵南下高加索并与克利缅特·伏罗希洛夫和谢苗·米哈伊洛维奇·布琼尼相识而结成联盟并获得后两者对他的支持，斯大林借此扩大自己在军队之中的影响。南下时期，他下令杀害沙俄军官和反革命分子。俄国内战胜利后，布尔什维克开始将革命扩展到欧洲；首当其冲是波兰；当时波兰正与乌克兰红军作战。作为驻乌克兰军队的联合指挥官，斯大林在战争中的表现受到包括托洛茨基在内等人批评。

## 历史背景
斯大林1878年12月18日出生在格鲁吉亚哥里的一经济条件一般的家庭。他是叶卡捷琳娜·盖拉泽和维萨里昂·朱加什维利夫妇的第四个孩子；这对夫妇之前的三个孩子都夭折了。斯大林积极参与政治活动，1905年俄国革命期间，他在格鲁吉亚各地组织和武装布尔什维克民兵，收取保护费和发动游击战。
1906年，斯大林在布尔什维克会议上见到了列宁，并与叶卡捷琳娜·斯瓦尼泽结婚，生下儿子雅科夫。之后，斯大林因布尔什维克不允许抢劫银行而退党。随后，斯大林开始在高加索地区组织穆斯林阿泽里人和波斯人的游击队，并收取保护费、和绑架人质收取赎金、抢劫等等，直到1908年被捕和流放。
在1908年到1917年这段时间里，斯大林七次被捕，五次逃脱，九年期间只有不到两年自由。

## 俄国革命

### 参加革命
1917年2月二月革命爆发后，斯大林从流放地获释。3月25日，他回到彼得格勒，当时他只带一台打字机和一个柳条箱，穿着他在1913年被捕时穿的西装。3月28日，接替维亚切斯拉夫·莫洛托夫和亚历山大·什利亚普尼科夫的《真理报》编辑一职；其后，斯大林与列夫·加米涅夫、维亚切斯拉夫·莫洛托夫等人继续从事《真理报》的编辑工作。当时列宁和其他大部分布尔什维克领导人仍被流放。斯大林和《真理报》新的编辑部采取了支持临时政府的立场（莫洛托夫和什利亚普尼科夫主张推翻），甚至拒绝发表列宁主张推翻临时政府的“远方来信”。他说这些信是 "不令人满意......缺乏事实”。
3月12日起，斯大林停写了一周文章，这可能是因他转向支持列宁的立场。列宁在4月党的会议上获胜后，斯大林与《真理报》的其他编者转向支持列宁，并呼吁推翻临时政府。1917年4月党全会，斯大林以97票当选为布尔什维克中央委员会成员，是继季诺维耶夫和列宁之后的第三高票当选者。在斯大林与莫洛托夫同住一套公寓期间，他在那里向莫洛托夫表示歉意。称“在4月革命最初阶段，你是最接近列宁的人”。 
6月24日，当苏维埃拒绝支持武装示威的提议之时，列宁表示反对，斯大林威胁要辞职。最终武装示威还是在7月1日进行，这是布尔什维克的胜利。
7月中旬，布尔什维克领导的武装走上彼得格勒的街头，杀死军官和被认为是资产阶级的平民。喀琅施塔得的水手们打电话给斯大林，询问武装起义是否可行。斯大林回应：“你们最清楚”。这对水手们来说是个鼓励。随后，水兵们要求推翻临时政府，但布尔什维克和彼得格勒苏维埃于当时无计划接管政权，他们对这场没有计划的起义感到惊讶。感到失望的布党武装散去后，克伦斯基的临时政府对布尔什维克反击。忠于临时政府的军队在7月18日突袭《真理报》编辑部，并包围了布尔什维克总部。斯大林在军队到来的几分钟前帮助躲藏追捕；为了避免流血冲突，斯大林命令被围困在彼得和保罗要塞的布尔什维克党员投降。
斯大林把列宁藏在五个不同地方，最后一个是阿利卢耶夫家的公寓；斯大林相信列宁一旦被抓就会被处决，于是劝说他不要投降，并把列宁转移到芬兰；斯大林帮忙剃掉了列宁的胡子，把他带到普里莫尔斯基车站，然后带到彼得格勒北部的一个小屋里，再到芬兰的一个谷仓里；列宁不在的时候，斯大林担任了布尔什维克的领导职务；在彼得堡秘密举行的布尔什维克第六次代表大会上，斯大林作报告，被选为党报的总编辑和制宪会议的成员，并再次当选为中央委员会成员。

### 科尔尼洛夫进军彼得格勒
1917年9月，克伦斯基怀疑他新任命的俄军总司令拉夫尔·科尔尼洛夫将军在策划对他的政变，随后于9月10日将他解雇。科尔尼洛夫则认为克伦斯基解雇他是在布尔什维克的压力下采取的行动，因此科尔尼洛夫决定进军彼得格勒。绝望之际，克伦斯基向彼得格勒苏维埃求助，并从监狱里释放了布尔什维克党员，而后者组建了一支小型军队来保卫首都。最后，克伦斯基说服科尔尼洛夫的军队退下，并在没有发生暴力情况下散去。

### 十月革命
布尔什维克随后重新武装起来，不断有新兵加入布尔什维克一方；而克伦斯基在首都没有多少忠于他的部队。列宁决定，发动政变的时机已经到来。加米涅夫和季诺维也夫提议与孟什维克联合，但斯大林和托洛茨基支持列宁的主张，即建立一个完全为布尔什维克的政府。10月23日，中央委员会以10比2的票数赞成起义；加米涅夫和季诺维也夫投了反对票。
1917年11月6日上午，克伦斯基的军队突袭了斯大林的《真理报》新闻总部，砸毁了他的印刷厂。在他努力修复他的印刷机时，斯大林错过了一次中央委员会会议，会上发布了政变的任务。斯大林用了一下午的时间向布尔什维克的代表们介绍情况，并与躲藏起来的列宁互通讯息。
第二天一早，斯大林去了斯莫尔尼研究所，他和列宁以及中央委员会的其他成员在那里协调政变；那天克伦斯基离开首都，去到东线（一战东线，当时临时政府仍在与德国进行战争）组织军队对抗德军。1917年11月8日，布尔什维克冲进冬宫，逮捕了克伦斯基政府内阁大部分成员。

### 建立苏维埃政府
1917年11月7日（公历10月26日），列宁宣布成立布尔什维克政府。被称为 "俄罗斯苏维埃联邦社会主义共和国人民委员会"。当时斯大林还不为俄国公众所熟知，但他被列入了新的人民委员名单，名字是 "朱加什维利·斯大林"，实际任政府部长。斯大林搬进了斯莫尔尼研究所，那里是当时苏维埃政府的所在地。他和雅科夫·斯维尔德洛夫还负责确保彼得格勒免受克伦斯基在普尔科沃高地集结的哥萨克部队的攻击。
在新政府成立后的头几个月里，列宁、斯大林和托洛茨基组成了历史学家西蒙·塞巴格·蒙特菲奥雷所说的“三驾马车”。列宁认为斯大林和托洛茨基都是 "行动派"，他们在这方面比许多其他高级布尔什维克党员要突出。11月29日，布尔什维克中央委员会成立了一个由四人组成的切特维尔卡来领导国家；它包括列宁、斯大林、托洛茨基和斯维尔德洛夫。
12月7日，列宁政府组建了政治警察部队契卡；10月27日，他们禁止了反对派的新闻。斯大林从一开始就支持使用恐怖手段；在回答爱沙尼亚布尔什维克建议他们如何对付反对者的新闻时，他说：“把他们送进集中营是个不错的想法”。

## 俄国内战
夺取彼得格勒后，布尔什维克成立了新的革命政府即人民委员会议。斯大林被任命为民族事务人民委员；他的工作是建立一个机构来争取前俄罗斯帝国的非俄罗斯人的支持。为此他辞去《真理报》编辑的职务，以便他能够全身心地投入到新的职务中。
1918年3月，孟什维克领导人朱利叶斯·马尔托夫发表文章，揭露布尔什维克在革命前犯下的罪行。马尔托夫写道，斯大林曾组织过银行抢劫，并因此被逐出自己的政党。斯大林以诽谤罪起诉马尔托夫并获胜。
夺取彼得格勒后，俄国爆发了内战，列宁的红军与反布尔什维克势力的松散联盟--白军对立。列宁组建了一个八人政治局，其中包括斯大林和托洛茨基。在这期间，只有斯大林和托洛茨基被允许在没有预约的情况下见列宁。
1918年5月，列宁派遣斯大林前往察里津市（后称为斯大林格勒，现称的伏尔加格勒）；它位于伏尔加河下游，是获得北高加索地区的石油和粮食的关键供应路线。
当时俄罗斯的粮食严重短缺，斯大林被指派根据余粮收集制政策采购他能找到的任何粮食。当时，这座城市有落入白军手中的危险。他反对由前沙俄时期军官组成的军官团，而是组建一个由布尔什维克将领和党员组成的松散团，亲自向斯大林效忠；在此过程中，他首先遇到并结识了沃罗希洛夫和布琼尼这两人后来都成为斯大林在军队中的两个主要支持盟友；通过他的新盟友，他把自己的影响力强加给了军队；7月，列宁批准了他的请求，让他正式控制该地区的军事行动，以打好沙里辛之战。
斯大林对托洛茨基的许多决定提出质疑，托洛茨基此时是共和国革命军事委员会主席，因此是他的上司。他下令杀害红军中的许多前沙俄军官；托洛茨基与中央委员会达成一致，因他们的专业知识而雇用他们；但斯大林不信任他们，没收了显示许多前沙俄军官是白军代理人的文件。这在斯大林和托洛茨基之间造成了摩擦。斯大林甚至写信给列宁，要求解除托洛茨基的职务。
斯大林下令处决任何疑似反革命；他焚烧村庄以恐吓农民，使其屈服，并阻止土匪袭击粮食运输。
1919年5月，斯大林被派往彼得格勒附近的西线。为阻止红军士兵的大规模逃兵和叛逃，斯大林的解决方法是将逃兵和叛徒围起来，并作为叛徒公开处决。

## 波苏战争
布尔什维克扭转内战局势并在俄国内战取得胜利后，列宁和政治局就想把革命向西扩展到欧洲；首当其冲是波兰，当时波兰正在与白俄罗斯和乌克兰的红军作战。当时在乌克兰的斯大林认为西进是不现实的，但其意见没得到采纳；1920年2月，他被短暂调往高加索地区，但在5月成功调回乌克兰，在那里他担任西南方面军委员。
1920年7月叶戈罗夫对当时的波兰城市卢夫采取军事行动，这与列宁和托洛茨基制定的总体战略相冲突，因为他的部队与进军华沙的军队拉开了距离。8月中旬，总司令谢尔盖·卡梅涅夫下令从叶戈罗夫的部队中调出部队（第一骑兵军，由布迪永尼和沃罗希洛夫指挥），以加强图哈切夫斯基领导进攻华沙军队的力量。斯大林拒绝副署该命令；最后，卢武和华沙的战役都输了，斯大林被认为理应承担次要责任。
斯大林于1920年8月回到莫斯科，在政治局面前为自己辩护，抨击整个战役的战略。虽然这种辩论策略起了作用，但他还是辞去了军事委员会的职务，而他曾多次威胁要在不顺心的情况下这样做。9月22日的第九次党代会上，托洛茨基公开批评了斯大林。斯大林被指责为不服从命令、个人野心、军事无能，并试图以牺牲其他地方的行动为代价在自己的战线上取得胜利来建立自己的声誉。斯大林和政治局其他人都没有对这些攻击提出质疑与反驳；而斯大林只是简短地重申了自己的立场，即西进战争本身就是一个错误，这一点政治局大家都同意。